# Stazione di Solarussa
La stazione di Solarussa è una stazione ferroviaria a servizio del comune di Solarussa, posta sulla linea ferroviaria Cagliari-Golfo Aranci.

## Storia

La stazione negli anni venti del Novecento

Lo scalo ferroviario di Solarussa fu edificato nella periferia est del paese tra gli anni settanta e ottanta dell'Ottocento, nell'ambito dei lavori di costruzione della rete ferroviaria pubblica a scartamento ordinario della Sardegna. Realizzatore e primo gestore della stazione fu la Compagnia Reale delle Ferrovie Sarde, la quale inaugurò lo scalo il 1º luglio 1880, nell'ambito dell'apertura al traffico del tronco ferroviario tra Oristano e Giave della ferrovia Cagliari-Golfo Aranci, in corso di costruzione all'epoca.
L'esercizio regolare iniziò il giorno successivo; in seguito nel 1920 alle Ferrovie Reali subentrarono le Ferrovie dello Stato, le quali nel 2001 cederanno la struttura alla propria società controllata RFI. 
Nel corso dei decenni vari furono gli interventi di potenziamento che interessarono le strutture dell'impianto: il fabbricato viaggiatori fu ampliato rispetto alla configurazione originaria, ed ulteriori edifici furono realizzati in stazione per l'attività. Nei primi anni del XXI secolo le strutture dello scalo merci furono invece parzialmente smantellate per permettere la costruzione di un sottopassaggio pedonale, mentre il fabbricato viaggiatori ed i servizi in esso ospitati non sono da allora più a disposizione dei viaggiatori.

## Strutture e impianti

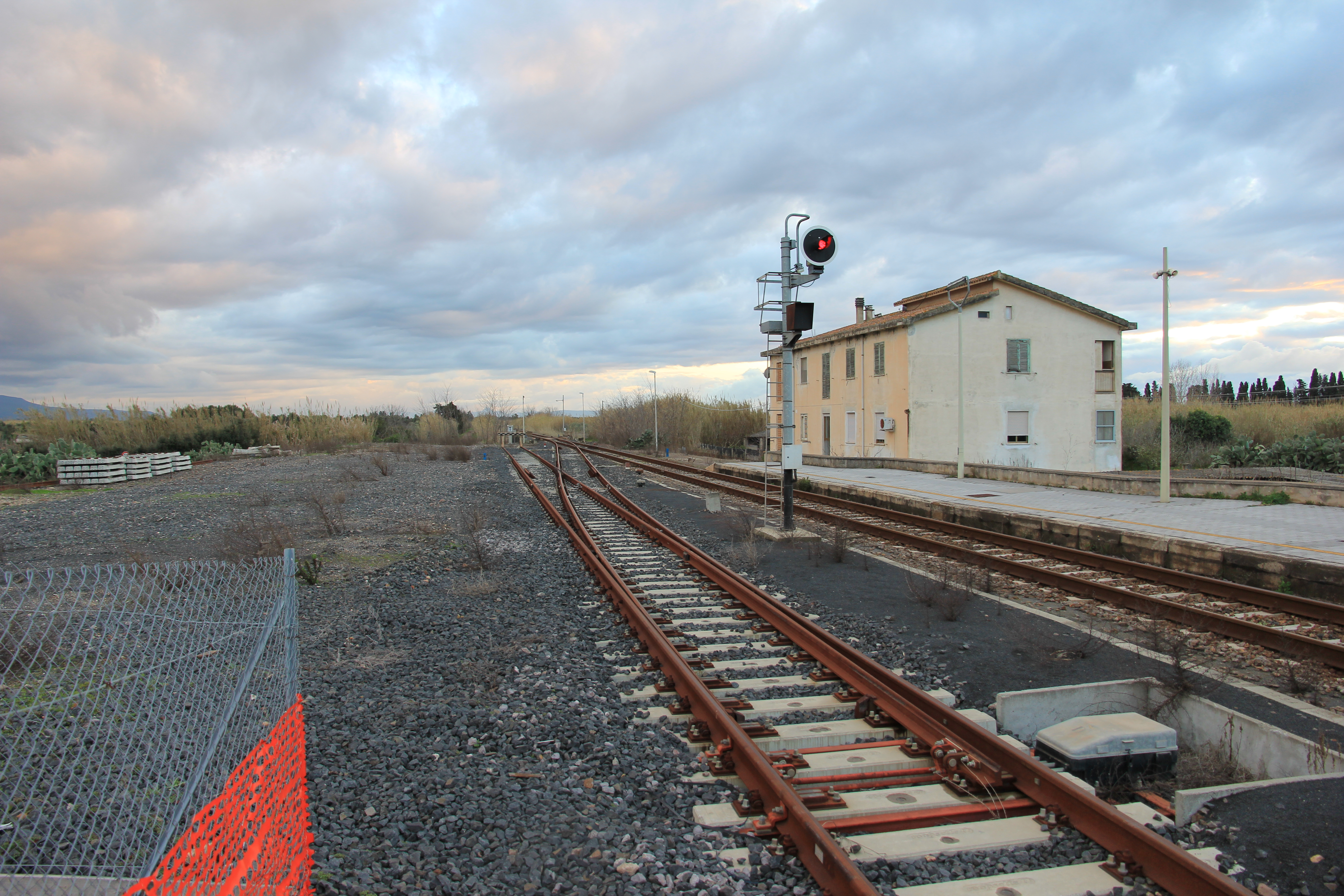
Il binario due (in primo piano) in direzione Cagliari, con sullo sfondo il deviatoio da cui si dirama dal binario uno (col relativo segnale luminoso al centro) ed il prolungamento tronco.

Realizzata come stazione passante lungo la Dorsale Sarda, la stazione di Solarussa per quanto riguarda l'infrastruttura ferroviaria è dotata di un fascio composto da tre binari, di cui il primo di corsa, in uso insieme al secondo per il servizio viaggiatori. Il più orientale dei binari, il terzo, si dirama dal secondo terminando tronco, nell'area occupata in passato dal vecchio scalo merci: tale binario, in precedenza di dimensioni maggiori, affiancava il piano caricatore dell'impianto, poi demolito nell'ambito di lavori di realizzazione di un sottopassaggio pedonale alla fine degli anni 2000. Tutti i binari dell'impianto sono a scartamento da 1435 mm.

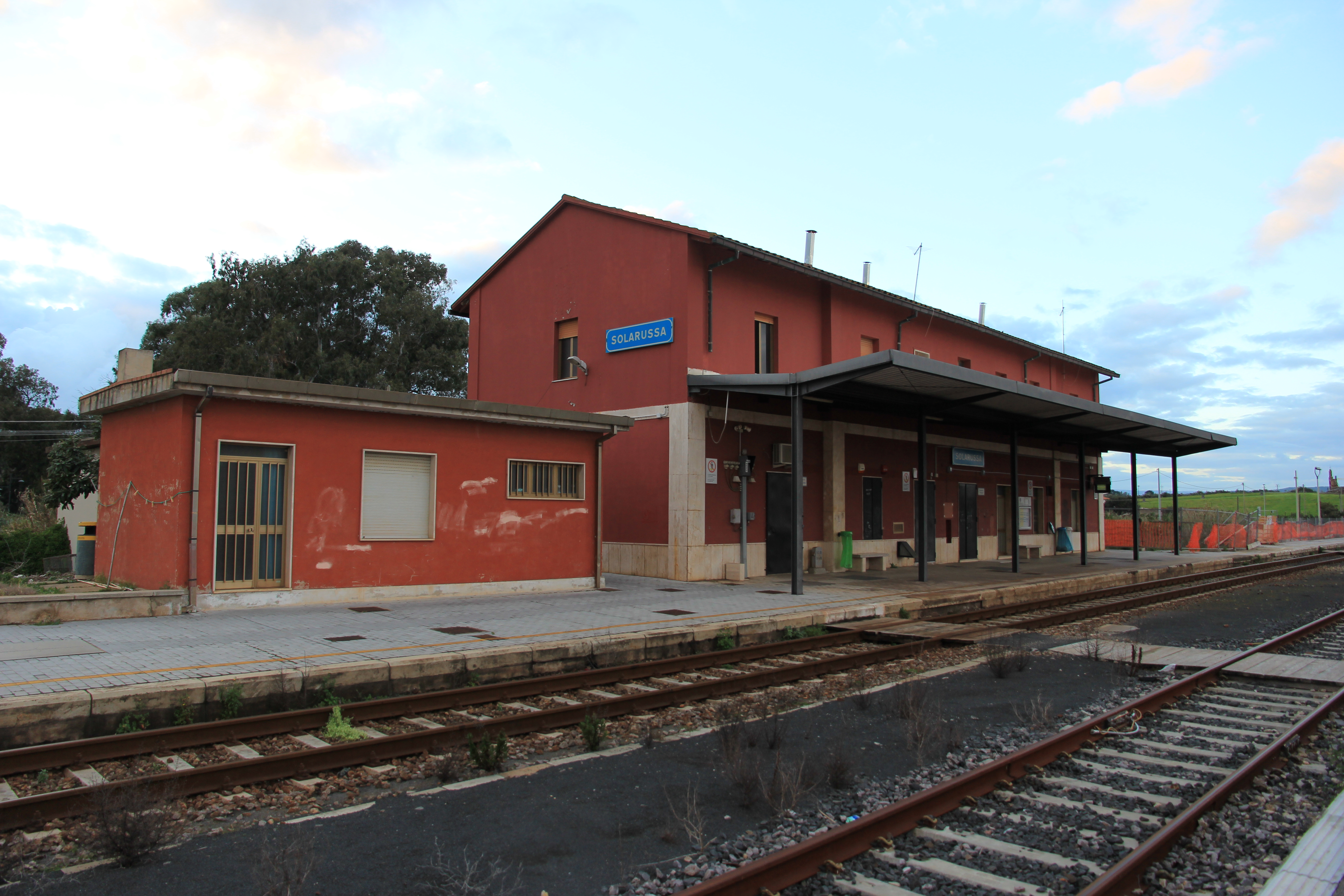
Il fabbricato viaggiatori, con alla sua sinistra uno degli edifici di servizio dell'impianto

A ovest del fascio binari si trovano gli edifici di stazione: il principale è il fabbricato viaggiatori, chiuso al pubblico, edificio a due piani con tetto a falde in laterizi, a pianta rettangolare, che dopo varie modifiche nella sua storia si presenta negli anni 2010 con sette luci di apertura sui lati maggiori e una sui minori. Due ulteriori fabbricati di servizio si trovano a nord di questa costruzione (uno dei quali adibito ai servizi igienici dell'impianto), altrettanti sono posti sul lato sud dell'edificio passeggeri. La gestione del movimento ferroviario nella stazione (non presenziata) avviene in remoto a cura del DCO di Cagliari.

## Movimento
La stazione è collegata dai treni regionali di Trenitalia in esercizio lungo la Dorsale Sarda per conto della Regione Autonoma della Sardegna.

## Servizi

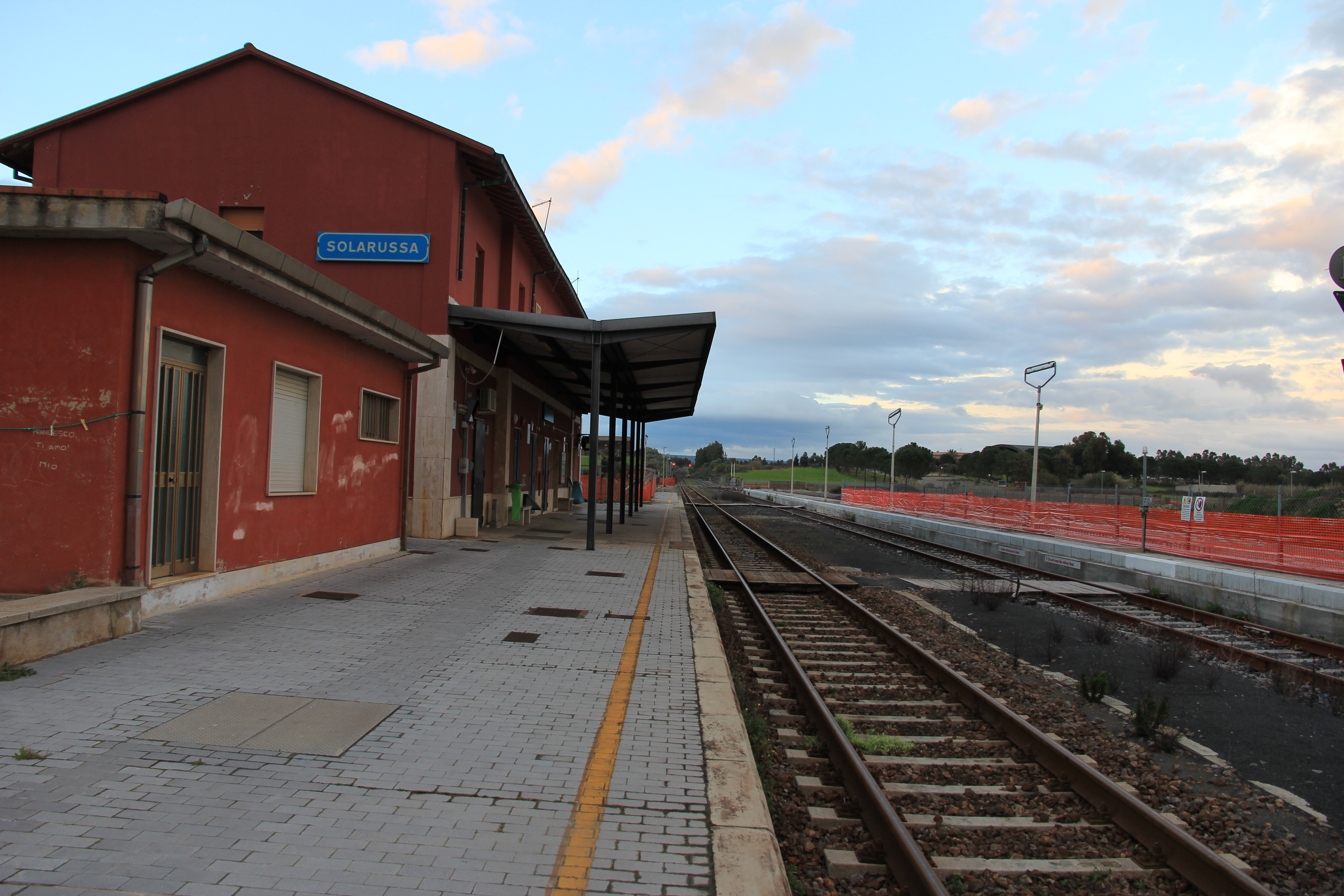
La banchina del binario uno (vista in direzione Golfo Aranci), e sulla destra quella del binario due, con il cantiere del sottopassaggio pedonale

La stazione di Solarussa è classificata commercialmente da RFI in categoria "bronze", ed è accessibile ai portatori di disabilità di tipo motorio.
Riguardo ai servizi all'utenza per il servizio viaggiatori la stazione è dotata di due banchine, una attigua al fabbricato viaggiatori, dotata di pensilina ed al servizio del binario 1, l'altra in uso per il binario 2. I due marciapiedi sono collegati tra loro tramite passerella sui binari, sebbene sia in corso di realizzazione al 2015 un sottopassaggio pedonale destinato a sostituirla.
Il fabbricato viaggiatori ospitava in passato vari servizi all'utenza, tra cui una biglietteria e una sala d'aspetto, mentre negli anni 2010 risulta interdetto ai viaggiatori.